# Barbados (Parker)
«Barbados» es una melodía de jazz compuesta por Charlie Parker. Es un blues de doce compases adaptado a un ritmo de mambo. Parker la grabó por primera vez el 29 de agosto de 1948, con Miles Davis (trompeta), John Lewis (piano), Curly Russell (contrabajo) y Max Roach (batería).